# Губарев, Сергей Владимирович
Серге́й Влади́мирович Гу́барев (род. 30 октября 1978, Фрунзе) — казахстанский ватерполист, Мастер спорта международного класса, полузащитник «Динамо-Олимпийский» и сборной Казахстана.

## Биография

### Клубная карьера
- 1997—2004 —  ЦСК ВМФ
- 2004—2005 —  «Штурм-2002»
- с 2005 —  «Динамо-Олимпийский»

### Карьера в сборной
В составе сборной Казахстана принимал участие в Олимпиаде — 2012 в Лондоне.
Чемпион Азиатских игр 2010 года, чемпион Азии 2012 года, участник чемпионата мира 2011 года (13 место), чемпион Азиатских игр 2014 года.